# 潘德阿蘇卡爾 (烏拉圭)
潘德阿蘇卡爾是烏拉圭的城市，由馬爾多納多省負責管轄，位於該國西南部，距離首府馬爾多納多34公里，始建於1874年，海拔高度79米，鎮上有動物園，2004年人口7,098。

## 外部連結
- INE map of Pan de Azúcar （页面存档备份，存于）